# 德国的拥枪证
拥枪证（德語：Waffenbesitzkarte，简称：WBK）允许其所有者在德国合法拥有法律允许的枪支和所对应的弹药。签发拥枪证受《武器法》的约束。
在拥枪证上，政府有关部门会填写拥枪证所有者可以拥有的枪支。根据1976年7月1日实施的武器法案，拥枪证的所有者可能是运动选手、猎人、枪支收藏家等。在德国，联邦州地方政府有权解释武器法。因此，主管审批机关由相应的联邦州确定。
拥枪证和持枪证是两个比较容易混淆的概念。只有持枪证持有人，比如警务人员，才可在公共场合携带在其中注册的武器。

## 申请要求
《武器法》第四章规定，申请人须满足以下五个要求：
- 年满18周岁
- 从《武器法》上来讲是可靠的（waffenrechtlich zuverlässig）
- 人格正常（persönlich geeignet sein）
- 已通过武器基础知识考试（die erforderliche Sachkunde）
- 有合理需求（ein waffenrechtliches Bedürfnis）

### 人品可靠
首先申请人必须从《武器法》第五章上来讲是人品可靠的。武器管理局会根据联邦中央记录中心，中央检察院登记中心和地方警察当局提供的信息来评估申请人的可靠性。如不能证明申请人在武器法方面的人品不可靠性，则应予肯定。

### 身心健康
与可靠性相反，根据《武器法》第六章和《普通武器法令》（AWaffV）第四章规定，只有在心理和身体上能够使用武器的人才能符合资格要求。
这里所说的身心健康包括：
- 没有根据民法丧失行为能力（§ 6 Abs. 1 Satz 1 Nr. 1 WaffG）
- 无酒精依赖，无对麻醉剂的依赖，无精神疾病和残疾
- 或有明确证据，证明申请人无法谨慎或适当地处理武器以及弹药，或不能按照规定存储武器弹药，或存在威胁第三方或自残的风险。

如果有合理的理由怀疑申请者不具备这些条件，申请人则必须向相关部门提交专业的医学证明或专业的心理证明。(§ 6 Abs. 2 WaffG)
如首次申请拥枪卡的申请者在21至25周岁之间，通须像相关部门提供专科医学或心理证明，以证明他们的心智成熟。通过该规定是因为一名19岁的埃尔福特学生在2002年4月26时枪杀了16个人后自杀。然而法律没有明确的规定什么是“心智成熟”。可能道德感、审慎度、自制力、社会意识、责任感、利他性等都在考虑范围。
如果申请者申请弹丸能量不超过200焦耳的小口径武器（5.6 mm lfb / .22 lr）或12号及以下的滑膛枪，则不需要提供此证明。

### 武器基础知识
申请人必须具备枪械基础知识。通常申请者要通过由授权教师举办的专业培训并且在考试合格后能拿到武器基础知识证书，以此来证明其具备专业知识。猎人需通过考取猎人执照来证明专业技能。在此之前也需进行射击训练，武器操作训练并且通过射击测试。

### 有合理需求
申请人必须证明其由拥有武器的合理理由。这个合理的需求包括这六种：竞赛（§14 WaffG）、狩猎（§13 WaffG）、收藏（§17 WaffG）、工作需求（§18 WaffG）、自卫（§19 WaffG）以及继承（§20 WaffG）。
个人通过“自卫”为理由来申请拥枪证几乎没有可能。仅保安公司雇员等高危人群才有机会通过申请。迄今为止，“武器继承人”的数量是拥有枪支的人数最多的。但如果继承人不能证明自己有合理需求，例如要进行射击运动，或自己是猎人，则继承人必须在接受继承的一个月内申请拥枪证。另外继承人不能继承弹药。还有就是所继承武器必须以技术措施锁止枪支以防止开火（§20 Abs. 3 Satz 2 WaffG）。

## 外部連結
- 《武器法》 WaffG （页面存档备份，存于）
- 《普通武器法令》 AWaffV （页面存档备份，存于）